# Opération Wikinger
Front de l'Ouest (Seconde Guerre mondiale) (1940-1945)
L'opération Wikinger (littéralement « Viking ») est une opération de la Kriegsmarine en mer du Nord effectuée par les destroyers allemands de la 1re Flottille de destroyers, au début de la Seconde Guerre mondiale en février 1940. Au cours de cette opération navale, la mauvaise communication et coopération inter-services entre la Kriegsmarine et la Luftwaffe et l'inexpérience ont entraîné la perte de deux navires allemands, malgré l'absence de forces alliées, par des tirs amis et des champs de mines allemands ou britanniques.

## Contexte
En février 1940, la Kriegsmarine s'était méfiée des activités des navires de pêche britanniques autour de Dogger Bank. Les vols de reconnaissance de la Luftwaffe ont signalé la présence de sous-marins, il a donc été décidé d'intercepter les navires britanniques avec les six destroyers de la 1re Flottille de destroyers : Z 16 Friedrich Eckoldt (chef de flottille), Z 4 Richard Beitzen, Z 13 Erich Koellner, Z 6 Theodor Riedel, Z 3 Max Schultz et Z 1 Leberecht Maass, escortés par des avions de la Luftwaffe.
À peu près au même moment, le X. Fliegerkorps de la Luftwaffe prévoyait d'exécuter une opération anti-navigation en utilisant deux escadrons de bombardiers Heinkel He 111 au-dessus de la mer du Nord. Celle-ci fut reportée. 
La Kriegsmarine s'était vu refuser sa propre couverture aérienne (Marineflieger) et dépendait donc de la Luftwaffe pour le soutien aérien qui restait sous le contrôle direct de la Luftwaffe. Les échanges d'informations, de plans et les demandes de soutien devaient suivre une longue chaîne de commandement.

## Action
La mission commença à 19 h le 19 février 1940. La flottille se déplaça à grande vitesse à travers un chenal dégagé entre les champs de mines défensifs allemands, sans la couverture aérienne qui avait été demandée. Avec les conditions de mer et les conditions météorologiques, la flottille était clairement visible.
La flottille a été survolée deux fois par un bombardier allemand (Heinkel He 111 sans doute) qui n'était pas certain de la nationalité des navires qu'il survolait. Il n'a fait aucun signal de reconnaissance et, par conséquent, il a été considéré comme un avion de reconnaissance britannique : il a été la cible de tirs par les navires. En réponse, l'équipage du bombardier a riposté, chaque camp étant maintenant convaincu de l'hostilité de l'autre.
Lors du premier bombardement, l'une des trois bombes a frappé le Leberecht Maass. Alors que le reste de la flottille a reçu l'ordre de continuer en formation, le Friedrich Eckoldt  est allé à l'aide du navire touché. Le bombardier a effectué une deuxième passe et deux bombes ont frappé le Leberecht Maass, qui s'est brisé en deux dans une grosse explosion. Le bombardier est retourné à sa base, ignorant jusqu'alors les autres navires de la flottille.

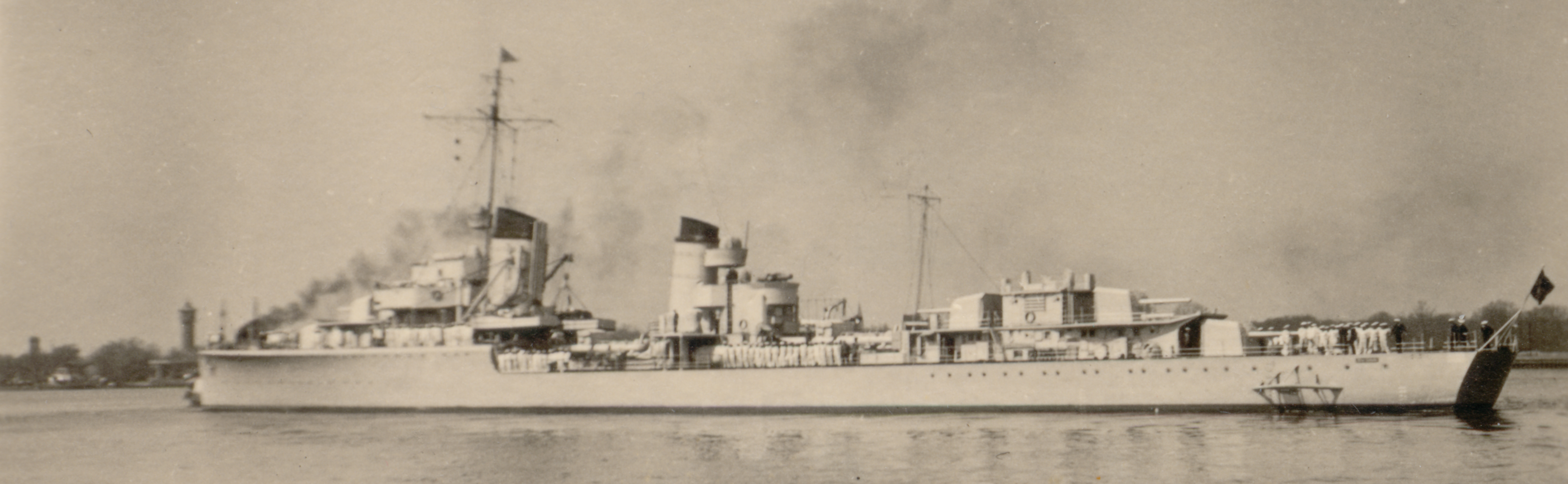
Le destroyer Z3 Max Schultz.

Immédiatement après les explosions, le reste de la flottille a tenté de secourir l'équipage. Juste après 20 h, le Max Schultz a explosé et coulé, heurtant probablement une mine. Ce qui a suivi se passa dans la confusion. Il y a eu de nombreux rapports erronés d'attaques aériennes, de sous-marins et de torpilles détectés ; les navires allaient et venaient. Le Theodor Riedel a largué des charges de profondeur sur un supposé sous-marin et les explosions ont temporairement bloqué son gouvernail.
Après trente minutes d'action, le commandant de la flottille a ordonné aux quatre navires survivants de rentrer au port. Il n'y a eu aucun survivant du Max Schultz et soixante du Leberecht Maass : au total, 578 marins allemands sont morts et deux destroyers furent perdus,.

## Conséquences
Le point de vue initial du commandement naval du Wilhelmshaven-Marinegruppe West était que la flottille avait heurté un champ de mines allemand. La présence de sous-marins ennemis a été écartée. À 23 h, le commandement naval a reçu un rapport du X. Fliegerkorps selon lequel un navire avait été engagé et détruit dans la zone de Dogger Bank, au même moment. Des rapports ultérieurs semblaient confirmer l'attaque par « tir ami ».
Ni les destroyers ni les escadrons de la Luftwaffe n'avaient été informés de la présence de l'autre, bien que des informations aient été transmises aux commandements concernés. Au moment où les risques sont apparus, il était trop tard pour aviser les équipages.
L'enquête officielle allemande a montré que la communication entre la Luftwaffe et la Kriegsmarine était insuffisante. Aucun des officiers responsables n'a été appelé à rendre des comptes.